# Kernenergiecentrale Oi
Kernenergiecentrale Oi (Japans: 大飯発電所, Ōi hatsudensho) is een kerncentrale in de gemeente Oi in de prefectuur Fukui in Japan. De centrale beschikt over 4 drukwaterreactoren en kan een elektrisch vermogen van 4710 MW produceren.
In het kader van een stresstest werd de centrale in 2012 uitgeschakeld en werd er een oefening gehouden om alle veiligheidsmaatregelen te testen, die een soortgelijke ramp als de kernramp van Fukushima zouden moeten voorkomen. De centrale mocht niet opnieuw worden aangezet voordat aan alle veiligheidseisen was voldaan. In maart 2012 werd nog maar aan vier van de 30 veiligheidseisen die door de Japanse regering waren gesteld voldaan. Zo was de huisvesting van de controlekamer in een aardbevingsbestendig gebouw niet klaar en waren de renovatiewerkzaamheden die moesten voorkomen dat water door de deuren de reactorgebouwen kon instromen nog niet afgerond. Nadat een veiligheidsplan was goedgekeurd, werd reactor 3 van de kernenergiecentrale van Oi op 1 juli 2012 als eerste Japanse reactor herstart na de kernramp in Fukushima. Deze actie werd ondernomen om grote elektriciteitstekorten in de zomer van 2012 te voorkomen.
Op 15 september 2013 werd reactor 4 stilgelegd voor reguliere inspecties. Daardoor was er in Japan voor de derde maal in 40 jaar tijd in het geheel geen nuclaire elektriciteit beschikbaar.
Fugen ·
Fukushima I ·
Fukushima II ·
Genkai ·
Hamaoka ·
Higashidōri ·
Ikata ·
JPDR ·
Kashiwazaki-Kariwa ·
Mihama ·
Monju ·
Oi ·
Oma ·
Onagawa ·
Sendai ·
Shika ·
Shimane ·
Takahama ·
Tokai ·
Tomari ·
Tsuruga